# Adrien de Montigny

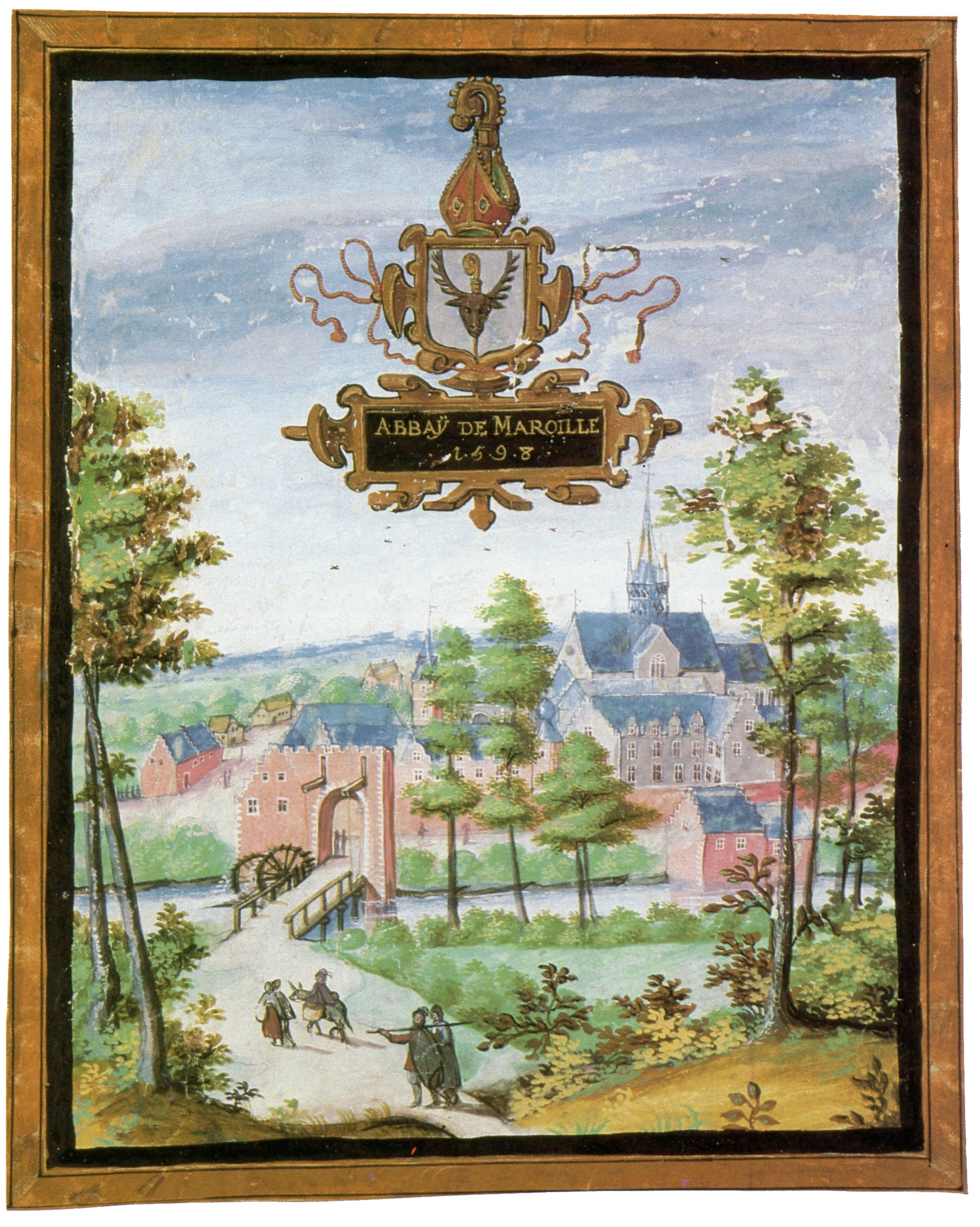
De abdij van Maroilles, 1598, Õsterreichische Nationalbibliothek, Wenen

Adrien de Montigny (Valenciennes, ca. 1570 – aldaar, 21 oktober 1615) was een tekenaar, kunstschilder en miniaturist die ook bekend is als de Meester van de Albums de Croÿ. Hij is bekend van de 2500 gouaches die hij maakte voor Karel III van Croÿ. 
Karel van Croÿ liet tussen 1596 en 1611 van alle plaatsen in gebieden in zijn bezit of waar hij een bestuursfunctie uitoefende gouaches maken. In totaal schilderde Adrien de Montigny en zijn atelier ruim 2500 afbeeldingen op perkament voor de hertog. De naam van Adrien is terug te vinden vooraan in verschillende albums en hij signeerde een aantal individuele gouaches. De gouaches van de gebieden, waar Karel van Croÿ bestuurde, werden gebundeld in 23 albums, die de hertog bewaarde in de Barbara-toren van zijn kasteel te Beaumont. De twee albums met plannen en gouaches van zijn eigendommen werden gemaakt tussen 1596 en 1598. Na zijn dood in 1612 werd de collectie in 1614 geveild in Brussel en raakte ze compleet verspreid. Tussen 1956 en 1981 werd ze heruitgegeven in 26 albums. 
Er zijn geen andere werken van Adrien de Montigny bekend op een schilderij op perkament van het kasteel de Croÿ in Heverlee na. Van de 25 albums worden er 15 met 936 gouaches bewaard in de Handschriften und Inkunabelsammlung van de Österreichische Nationalbibliothek
en ook de familie bezit er nog een zestal. Voorts zijn er exemplaren in de Bibliothèque Nationale van Parijs en in de Koninklijke Bibliotheek van België. Het werk van de Montigny geeft een mooi beeld van de Zuidelijke Nederlanden, Noord-Frankrijk, Artesië, Henegouwen en Namen omstreeks 1600.
- Biografisch Portaal: 12208324
- RKD-Nederlands Instituut voor Kunstgeschiedenis: 113045
- Union List of Artist Names: 500066432
- Virtual International Authority File: 309762845
- WorldCat: E39PCjFXfy9HYrp88HfYqWkwbq